# Sztuczna świadomość
Sztuczna świadomość – hipotetyczna świadomość, której istnienie jest możliwe w przypadku sztucznej inteligencji. Jest to również dziedzina nauki czerpiąca inspirację z filozofii umysłu, filozofii sztucznej inteligencji, nauk kognitywnych i neuronauki.
Termin świadomości jest często powiązany z terminem wrażliwości (ang. sentience), który odnosi się do możliwości odczuwania emocji czy też bodźców zewnętrznych.

## Filozoficzne punkty widzenia
Niektórzy teoretycy twierdzą, że świadomość może być osiągnięta tylko w konkretnych systemach fizycznych ponieważ świadomość ma cechy, które bezpośrednio zależą od fizycznej budowy. Jednakże inni twierdzą, że świadomość i jej wrażliwość jest wynikiem przetwarzania informacji, więc nie jest powiązana z fizycznym systemem wspierającym te procesy, bez znaczenia czy system ten jest biologiczny czy też nie.
Idea, że sztuczna inteligencja nie może być wrażliwa jest często konfrontowana z pytaniem o unikalność ludzkiego mózgowia. Mózg może być przyrównany do maszyny biologicznej z połączeniami pomiędzy neuronami. Według niektórych, nieadekwatne jest twierdzenie, że istnieje chemiczna kompozycja neuronów w mózgu niezależna od funkcji przetwarzania informacji, która tworzy wrażliwość.

## Etyka
Jeżeli maszyny posiadają wrażliwość, na analogicznym poziomie co zwierzęta, może to rodzić dylematy moralne odnośnie praw sztucznej inteligencji.

## Architektura kognitywna
Istnieją różne architektury starające się odzwierciedlić funkcjonowanie ludzkiego umysłu przez procesy obliczeniowe aby zamodelować inteligencję kognitywną.